# Cantó de Blain
El cantó de Blain (bretó Kanton Blaen) és una divisió administrativa francesa situat al departament de Loira Atlàntic a la regió de Loira Atlàntic, però que històricament ha format part de Bretanya.

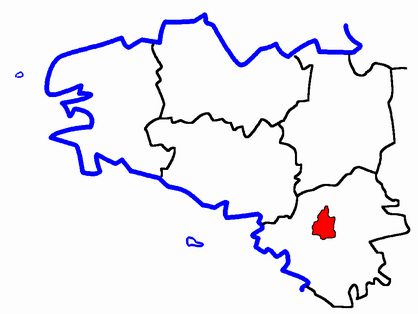
Situació del cantó

## Composició
El cantó aplega 5 comunes: 
| Nom francès           | Nom bretó         | Població | km²    | Codi Postal | Codi INSEE |
| Blain                 | Blaen             | 7.733    | 101,72 | 44130       | 44015      |
| Bouvron               | Bolvronn          | 2.411    | 47,63  | 44130       | 44023      |
| Fay-de-Bretagne       | Faouell           | 2.489    | 64,81  | 44130       | 44056      |
| Le Gâvre              | Gavr              | 945      | 53,58  | 44130       | 44062      |
| Notre-Dame-des-Landes | Kernitron-al-Lann | 1.649    | 37,40  | 44130       | 44111      |
| Cantó                 | Blaen             | 15.227   | 305,14 | -           | 4403       |

## Història
| Data d'elecció                           | Identitat      | Partit        | Qualitat |
| ---------------------------------------- | -------------- | ------------- | -------- |
| 1998-2001                                | Gilles Heurtin | Divers droite |          |
| 2004-                                    | Marcel Verger  | Divers gauche |          |
| les dades anteriors no són pas conegudes |                |               |          |
|                                          |                |               |          |